# Mario Tennis (computerspelserie)
Mario Tennis is een serie van tennisspellen met Mario in de hoofdrol, uitgebracht op de verschillende consoles van Nintendo. De serie kwam tot stand in 1995 toen Mario's Tennis werd gelanceerd op de Virtual Boy.
Het eerste deel uit de reeks (Mario's Tennis) kende een slechte verkoop in het buitenland en er werd besloten het spel niet uit te brengen in Europa. Vijf jaar later volgde het tweede spel uit de serie (Mario Tennis) en verscheen op de Nintendo 64. Even later bracht Nintendo opnieuw een deeltje uit, dit keer op de Game Boy Color. In 2005 verscheen Mario Power Tennis voor de Nintendo GameCube en Game Boy Advance. Ten slotte verscheen in februari 2009 New Play Control! Mario Power Tennis voor de Wii. Dit deel is een remake van Mario Power Tennis dat in 2005 voor de Nintendo GameCube verscheen. En in 2012 verscheen er ook een 3DS-spel genaamd Mario Tennis Open. In 2018 verscheen Mario Tennis Aces voor de Nintendo Switch.

## Serie

### Mario's Tennis(1995)
Mario's Tennis is het eerste spel uit de serie van Mario Tennis en verscheen in 1995 samen met de Virtual Boy in Amerika en Japan. Wegens de slechte verkoop werd besloten het spel niet uit te brengen in Europa. Mario's Tennis kent 7 verschillende spelfiguren, waaronder: Mario, Luigi, Princess Peach, Yoshi, Toad, Donkey Kong Jr. en Koopa Troopa. Hoewel er een multiplayer-optie vóór de verschijning van Mario's Tennis werd aangekondigd, werd besloten de extra functie toch niet aan het spel toe te voegen.

### Mario Tennis(2000)
Mario Tennis is het tweede spel uit de reeks van Mario Tennis en werd in 2000 uitgebracht in Europa. Het spel werd ontwikkeld door Camelot Software Planning en uitgegeven door Nintendo. Het was tevens het eerste 3D-spel uit de gelijknamige serie en enkele nieuwe personages zoals Waluigi, Birdo en Shy Guy maakten hun intrede. Met behulp van een Transfer Pack kan men spelfiguren en gegevens uit de Game Boy Color-versie van Mario Tennis importeren en plaatsen op die van de Nintendo 64.

### Mario Tennis(2001)
Mario Tennis is het derde deel uit de serie van Mario Tennis en werd in 2001 ontwikkelt voor de Game Boy Color. Wat het spel zo uniek maakte, was de nieuwe Story Mode. Als deze werd uitgespeeld kon men achteraf ook met Mario en Peach spelen. De spelfiguren Alex, Harry, Nina en Kate konden via een Transfer Pack naar de Nintendo 64-versie van Mario Tennis worden overgeplaatst. In het spel werden ze dan speelbare personages.

### Mario Power Tennis(2005)
Mario Power Tennis is het vierde deel uit de serie van Mario Tennis en verscheen in 2005 op de Nintendo GameCube. Mario Power Tennis kent veel nieuwe extra's: meer personages (in totaal 18), toevoeging van Powermoves, enz. Ook is er de zogenaamde Special Games-mode toegevoegd waarin de spelers al tennissend verschillende mini-games proberen op te lossen.
Mario Power Tennis is het vijfde deel uit de Mario Tennis-reeks en werd eind 2005 uitgebracht voor de Game Boy Advance. Net als in Mario Power Tennis voor de Nintendo GameCube, werden de Power moves toegevoegd. In het spel kunnen telkens verschillende geheime spelfiguren vrijgespeeld worden. Hiervoor moet men eerst het spelfiguur verslaan in de Story Mode. Er is géén mogelijkheid om de Game Boy Advance-versie van Mario Power Tennis te koppelen aan de Nintendo GameCube-versie via het GBA-snoer.

### New Play Control! Mario Power Tennis(2009)
New Play Control! Mario Power Tennis werd in februari 2009 uitgebracht voor de Wii. New Play Control! Mario Power Tennis is een remake van Mario Power Tennis, dat oorspronkelijk op de GameCube verscheen.

### Mario Tennis Open(2012)
Mario Tennis Open is het zevende deel uit de Mario Tennisserie en werd in het voorjaar van 2012 uitgebracht voor de Nintendo 3DS. Naast de normale modus zijn er ook minigames te spelen, en kan er met Mii-personages worden gespeeld.

### Mario Tennis: Ultra Smash(2015)
Mario Tennis: Ultra Smash kwam uit in november 2015 voor de Wii U. Er zijn vier verschillende spelmodi waarin gespeeld kan worden. Spelers kunnen ook gebruikmaken van een amiibo om tegen andere spelers te spelen in dubbelspel.

### Mario Tennis Aces(2018)
Mario Tennis Aces kwam uit in juni 2018 voor de Nintendo Switch. Het spel kan ook online gespeeld worden.